# Jesy Nelson
Jessica Louise Nelson (Romford, Reino Unido; 14 de junio de 1991), conocida como Jesy Nelson, es una cantautora, bailarina y modelo británica, conocida por haber formado parte del grupo británico Little Mix. 
En 2019 lanza su documental Odd One Out a través de BBC One que le permitió ganar su primer Premio National Television.

## Biografía
Nelson nació el 14 de junio de 1991 (34 años) y fue criada en Romford, al este de Londres por sus padres John Nelson y Janice White. Ella tiene una hermana mayor, Jade, y dos hermanos, Joseph y Jonathan.
Nelson asistió a la escuela secundaria Jo Richardson Community School y a la Universidad Abbs Cross Academy and Arts College (en Hornchurch, Essex), fue destacada por sus maestros por ser una dedicada estudiante de drama y música. También asistió a la escuela teatral "Sylvia Young Theatre School".

## Carrera

### X-Factory Little Mix
En 2011, Nelson audicionó en el reality show The X Factor con el tema «Bust Your Windows» de Jazmine Sullivan. Jesy, Jade, Leigh Anne y Perrie no lograron pasar la primera fase del campamento. Los jueces decidieron darles una oportunidad en la categoría grupal, donde Nelson fue colocada junto a Perrie en el grupo "Faux Pas" y los otros dos integrantes, Jade y Leigh-Anne en el grupo "Orion".  Ninguno de los grupos logró pasar la casa de los jueces.  Sin embargo, Kelly Rowland tomó la decisión de juntar dos miembros de cada grupo en un mismo, llamado "Rhythmix".  Unas semanas después de iniciada la competencia, los ejecutivos de X-Factor les advirtieron sobre los derechos de autor del nombre "Rhythmix" y descubrieron que el nombre ya había sido registrado. Así que se decidió cambiar el nombre del grupo a Little Mix para evitar cualquier confusión con una organización benéfica. En diciembre de 2011, Little Mix se convirtió en la primera girlband en 8 años de competencia en ganar el show, lanzando su primer sencillo «Cannonball», que alcanzó el primer puesto en Reino Unido, Irlanda y Escocia.
En 2012, Little Mix lanzó su primer álbum de estudio, DNA, con su primer sencillo titulado «Wings», el cual se convirtió en su segundo sencillo número uno en Reino Unido, le siguieron los sencillos «DNA», «Change Your Life» y «How Ya Doin'?» junto a la rapera Missy Elliott. El 31 de agosto de 2012, lanzaron su libro autobiografico "Ready to fly" bajo la editorial HarperCollins. En 2014 lanzan su segundo álbum de estudio, Salute, el cual debutó en el cuarto puesto en el UK Albums Chart y en el sexto puesto en la lista Billboard 200 en Estados Unidos. El mismo contó con tres sencillos, «Move», «Little Me» y «Salute».
En 2015, Little Mix lanzó su tercer álbum de estudio, Get Weird el cual debutó en el segundo puesto del UK Albums Chart, convirtiéndose en su tercer álbum en el top diez. El álbum contó con cuatro sencillos, el primero titulado «Black Magic», se convirtió en el tercer sencillo número uno del grupo en el UK Singles Chart, «Secret Love Song» junto a Jason Derulo y finalmente «Hair» junto a Sean Paul.
En noviembre de 2016, el grupo lanzó su cuarto álbum de estudio titulado Glory Days convirtiéndose en su primer álbum número uno en el UK Albums Chart. El álbum contó con cinco sencillos, el primer sencillo titulado «Shout Out to My Ex», se convirtió en el cuarto sencillo número uno en Reino Unido del grupo. Le siguieron los sencillos «Touch», «No More Sad Songs», «Power» junto al rapero Stormzy, finalmente «Reggaetón Lento» remix junto al grupo CNCO fue lanzado como parte reedición de su álbum. La gira promocional "The Glory Days Tour" recaudó $42 millones de dólares y vendió 810,810 boletos convirtiéndose en una de las giras más rentables por parte de un grupo femenino.
En 2018 lanzaron su quinto álbum titulado LM5 con solo dos sencillos, «Woman Like Me» junto a la rapera Nicki Minaj y «Think About Us» junto al rapero Ty Dolla Sign. Tres días luego del lanzamiento del álbum se anunció la separación con su disquera Syco pasando a formar parte de RCA Records.
El 14 de junio de 2019, Little Mix lanza «Bounce Back» como su primer sencillo bajo RCA Records. En marzo de 2020 lanzan el primer sencillo de su sexto álbum, titulado «Break Up Song».
del 14 de diciembre de 2020 al 16 de julio de 2023 se informa oficialmente su renuncia del grupo Little Mix por motivos de salud mental.

### Odd One Out
El 12 de septiembre de 2019 se estrenó el documental que Nelson realizó junto a BBC One y BBC Three titulado Jesy Nelson: Odd One Out, el mismo explora la imagen corporal, la salud mental y el abuso en línea. Durante el documental reveló que luego del abuso en línea que recibió debido a su peso, lo que la llevó a una fuerte depresión, intentó suicidarse en 2014. En el mismo documental, además, Nelson visita a Ann y a Pud Waterhouse, padres de Sian Waterhouse, de 16 años, quien se había suicidado luego de sufrir acoso en línea. También habla con una clase con distintos chicos, reunida por la fundación "Anti Bullying Pro", a la que Nelson asistía y donde se compartieron distintas experiencias. El documental fue dirigido por Adam Goodall y contó con Richard Cook, Claire Hughes y Matt Robins como los productores ejecutivos, con una duración de 57 minutos.
Luego de su estreno el documental fue mostrado en distintas escuelas en todo Reino Unido como una manera de generar conciencia sobre el acoso en línea, la depresión y el suicidio. A su vez se lanzó una petición al Parlamento del Reino Unido para que se haga que "los troles en línea sean responsables de su abuso ubicandolos a través de su dirección IP" recibiendo más de 100 mil firmas. El documental rompió el récord de visitas en el canal BBC Three, convirtiéndose en el programa más visto desde 2016, con 3.3 millones de rating en solo 7 días, a su vez recibió 1.87 millones de reproducciones en la plataforma BBC iPlayer. En cuanto a la recepción el documental recibió cuatro de cinco estrellas por parte de Rebecca Nicholson del diario británico The Guardian, quien lo describió como "crudo" agregando "Hay una profunda ola de tristeza en su historia, pero Nelson explica que su apertura es un intento de llegar a otros que están pasando por cualquier versión de este trauma que están experimentando".

### Acusaciones de apropiación cultural
Desde el lanzamiento de su tercer álbum junto a Little Mix, “Get Weird”, en noviembre del 2015, Nelson se enfrentó a acusaciones de apropiación cultural de la cultura negra, también llamado “blackfishing”, debido al bronceado en su piel.
En junio de 2018, Nelson publicó una imagen de sí misma en Instagram llevando el pelo con rastas. La foto fue borrada posteriormente después de que fuera criticada por acusaciones de apropiación cultural.
En mayo de 2021, Nelson fue acusada nuevamente de "blackfishing". Su nombre fue tendencia en Twitter después de que algunos usuarios se dieran cuenta de que es blanca, ya que anteriormente creían que Nelson era una persona de color debido a su aspecto en las redes sociales. Un artículo de BuzzFeed sobre Nelson documentaba cómo había cambiado su aspecto físico desde que se unió a Little Mix. El artículo sugería que el cambio de rasgos, como el tono de la piel y el tamaño de los labios, había llevado a Nelson a ser "racialmente ambigua", señalando también cómo su tono de piel ha aparecido con frecuencia más oscuro que el de su antigua compañera de banda Leigh-Anne Pinnock, una mujer negra.
En 2021, tras el lanzamiento de su vídeo musical de "Boyz", Nelson se enfrentó al acoso masivo en línea por su aspecto en el vídeo musical, con comentarios burlescos y despectivos sobre su acento y su piel oscura. Se comparaba el color de piel de Nelson con el de la rapera Nicki Minaj, colaboradora del sencillo, quien sí es una mujer negra. Esto dio lugar a nuevas acusaciones de apropiación cultural y blackfishing.

## Vida personal

### Relaciones amorosas
En 2014, Nelson comenzó a salir con el vocalista de la banda Rixton, Jake Roche.
La pareja se comprometió el 19 de julio de 2015, pero se separaron en noviembre de 2016. En enero de 2019 comenzó a salir con Chris Hughes, participante del reality Love Island, pero se separaron en abril de 2020. Cuatro meses después, anunció que estaba en una relación con el actor Sean Sagar.

### Relación con sus excompañeras de banda
Tras haber dejado Little Mix, del 14 de diciembre de 2020 al 16 de julio de 2023, Nelson afirmaba mantener una relación fuerte y estable con sus excompañeras de banda Jade Thirlwall, Leigh-Anne Pinnock y Perrie Edwards, citando que eran sus 'hermanas'. Poco tiempo después, dejaron de seguirse en redes sociales. Tras un escándalo, se rumoreaba que había sido Nelson quien había decidido bloquear a sus excompañeras de la plataforma de Instagram.
En el año 2021, tras haber sido acusada de apropiación cultural en el video musical de su tema debut “Boyz”, junto a Nicki Minaj, ambas artistas realizaron una transmisión en vivo en sus cuentas de Instagram, donde Nicki criticó la hipocresía de Leigh-Anne Pinnock tras acusar a Jesy de 'blackfisher' justo en el momento que Jesy inició su carrera como solista. Este episodio generó controversias entre los fanáticos, quienes se rebelaron contra Jesy, lo cual generó que muchos iniciaran a hacerle cyberbullying a Jesy burlandose de su aspecto físico y acusándola de 'racista' mientras apoyaban a Leigh-Anne.
En el año 2021, Nelson confirmó ya no tener ninguna forma de contacto con sus excompañeras de banda.

## Discografía

### Sencillos
| Título                   | Año  | Posiciones en Listas | Posiciones en Listas | Posiciones en Listas | Posiciones en Listas | Posiciones en Listas | Álbum     |
| Título                   | Año  | UK                   | IRE                  | NZ Hot               | US Bub.              | WW                   | Álbum     |
| ------------------------ | ---- | -------------------- | -------------------- | -------------------- | -------------------- | -------------------- | --------- |
| "Boyz" (con Nicki Minaj) | 2021 | 4                    | 16                   | 4                    | 13                   | 86                   | Sin álbum |
| "Bad Thing"              | 2023 | —                    | —                    | —                    | —                    | —                    | Sin álbum |
| "Mine" (con Zion Foster) | 2024 | —                    | —                    | —                    | —                    | —                    | Sin álbum |

## Videos musicales
| Año                    | Título                 | Otro artista(s)        | Director(es)              | Ref.                   |
| Como artista principal | Como artista principal | Como artista principal | Como artista principal    | Como artista principal |
| ---------------------- | ---------------------- | ---------------------- | ------------------------- | ---------------------- |
| 2021                   | «Boyz»                 | Nicki Minaj            | Harry James & Jesy Nelson | [ 64 ]                 |

## Filmografía
| Año  | Título                           | Papel        | Notas                                       |
| ---- | -------------------------------- | ------------ | ------------------------------------------- |
| 2002 | About a Boy                      | Estudiante   | Rol menor.                                  |
| 2005 | Harry Potter y el cáliz de fuego | extra        | Rol menor.                                  |
| 2011 | The X Factor UK                  | Participante | 31 episodios, ganadora junto a Little Mix   |
| 2019 | Odd One Out                      | Ella misma   | Documental.                                 |
| 2020 | The Voice UK                     | Ella misma   | Mentora invitada en el equipo de will.i.am. |
| 2020 | Little Mix: The Search           | Jueza        | Show de talento.                            |

## Premios y nominaciones
| Año  | Premiación                 | Trabajo nominado | Categoría                        | Resultados | Ref.          |
| ---- | -------------------------- | ---------------- | -------------------------------- | ---------- | ------------- |
| 2019 | Premio I Talk Telly        | Odd One Out      | Mejor documental                 | Ganadora   | [ 68 ]        |
| 2019 | Premio OnSide              | Odd One Out      | Premio de oro                    | Ganadora   | [ 69 ]        |
| 2020 | National Television Awards | Odd One Out      | Entretenimiento fáctico          | Ganadora   | [ 70 ]        |
| 2020 | Premio Visionary Honours   | Odd One Out      | Documental del año               | Ganadora   | [ 71 ]        |
| 2020 | Premios PLT                | Ella misma       | Influencer inspiracional del año | Ganadora   | [ 73 ] [ 74 ] |